# بلال البرغوثي
بلال يعقوب البرغوثي (من مواليد الكويت في 14 ديسمبر 1976-) هو أسير فلسطيني محكوم عليه بستة عشر مؤبداً وستة وثلاثون عاماً بتهمة تنفيذ عملية مطعم سبارو عام 2001 ينتمي إلى كتائب عز الدين القسام، حاصل على بكالوريوس في علم النفس .

## سيرته
ولد بلال يعقوب أحمد البرغوثي في الكويت لأبوين فلسطينيين من قرية بيت ريما في مدينة رام الله، عاش في الكويت أربعة عشر عاماً ثم عاد مع عائلته إلى فلسطين ليكمل تعليمه الثانوي، التحق بعدها بجامعة بيرزيت ليحصل على شهادة البكالوريوس في تخصص علم النفس.
في بداية الانتفاضة الثانية انضم لصفوف كتائب عز الدين القسام على يد المهندس أيمن حلاوة، وساهم في سلسلة عمليات الرد القسامي رداً على اغتيال جمال منصور وجمال سليم بصفته خبير بإعداد العبوات الناسفة وهو من جَند القائد عبد الله البرغوثي صاحب أكبر ملف أمني في الكيان الصهيوني. أُصيب عام 1994 بثلاث رصاصات اثنتين في الظهر وواحدة في اليد، وعلى إثر ذلك فقد كليته وجزءًا من الكبد فمكث في المستشفى 40 يوماً، ليعتقل بعدها بأسبوعين وأُفرج عنه بعد مضي شهر ليعاد اعتقاله بداية عام 2002 بعد ملاحقته وهدم منزله ليحكم عليه بالسجن 16 مؤبد و36 عام. خلال محاكمته في المحكمة العسكرية في سجن بيت ايل وُجهت له لائحة إتهام بالتخطيط والإعداد لعملية مطعم سباروا والتي نفذها الاستشهادي عز الدين المصري في 9 آب 2001. وتهمة تجنيد ضياء الطويل الذي نفذ عملية التلة الفرنسية والتي أسفرت عن مقتل وجرح العديد من الصهاينة.
عقد بلال قرانه على بيان البرغوثي عام 2022.